# Jacobsonina tricaudata
Jacobsonina tricaudata är en kackerlacksart som först beskrevs av Morgan Hebard 1929.  Jacobsonina tricaudata ingår i släktet Jacobsonina och familjen småkackerlackor. Inga underarter finns listade i Catalogue of Life.